# Liste des cétacés par population
Voici la liste des cétacés par population.
| Nom vernaculaire                     | Nom binominal          | Population       | Statut | Tendance | Image |
| ------------------------------------ | ---------------------- | ---------------- | ------ | -------- | ----- |
| Baleine franche de l'Atlantique Nord | Eubalaena glacialis    | 300 - 350        | EN     | [ 1 ]    |       |
| Baleine franche du Pacifique Nord    | Eubalaena japonica     | 500              | EN     | Inconnue |       |
| Marsouin du Golfe de Californie      | Phocoena sinus         | 30               | CR     | [ 3 ]    |       |
| Sousouc                              | Platanista gangetica   | 843 - 1171       | EN     | Inconnue |       |
| Baleine franche australe             | Eubalaena australis    | 7500             | LC     | [ 5 ]    |       |
| Baleine boréale                      | Balaena mysticetus     | 10 000           | LC     | [ 6 ]    |       |
| Baleine bleue                        | Balaenoptera musculus  | 10 000 - 25 000, | EN     | [ 7 ]    |       |
| Baleine grise                        | Eschrichtius robustus  | 15 000 - 22 000  | LC     | [ 10 ]   |       |
| Dauphin d'Électre                    | Peponocephala electra  | 50 000           | LC     | Inconnue |       |
| Orque                                | Orcinus orca           | 50 000,          | DD     | Inconnue |       |
| Baleine à bosse                      | Megaptera novaeangliae | 60 000           | LC     | [ 14 ]   |       |
| Narval                               | Monodon monoceros      | 80 000           | NT     | Inconnue |       |
| Baleine de Cuvier                    | Ziphius cavirostris    | 100 000          | LC     | Inconnue |       |
| Dauphin à bec étroit                 | Steno bredanensis      | 150 000          | LC     | Inconnue |       |
| Béluga                               | Delphinapterus leucas  | 200 000          | NT     | Inconnue |       |
| Grand dauphin                        | Tursiops truncatus     | 600 000          | LC     | Inconnue |       |
| Marsouin commun                      | Phocoena phocoena      | 700 000          | LC     | Inconnue |       |
| Marsouin de Dall                     | Phocoenoides dalli     | 1 200 000        | LC     | Inconnue |       |
| Dauphin bleu et blanc                | Stenella coeruleoalba  | 2 000 000        | LC     | Inconnue |       |
| Dauphin tacheté pantropical          | Stenella attenuata     | 2 500 000        | LC     | Inconnue |       |